# لويز ماريون بوسورث
لويز ماريون بوسورث (بالإنجليزية: Louise Marion Bosworth)‏ هي عالمة اجتماعية أمريكية، ولدت في 11 يوليو 1881، وتوفيت في 1982.